# Edmund River
Der Edmund River ist ein Fluss in der Region Gascoyne im Westen des australischen Bundesstaates Western Australia.

## Geografie
Der Fluss entspringt südlich der Barlee Range und fließt nach Südwesten bis zu seiner Mündung in den Lyons River zwischen den Siedlungen Gilford und Mangaroon.

### Nebenflüsse mit Mündungshöhen
- Dungadee Creek – 396 m
- Edmund Claypan Creek – 393 m
- Bobbamindagee Creek – 368 m
- Donald Creek – 364 m
- Rock Hole Creek – 318 m
- Dingo Creek – 316 m[1]

## Geschichte
Der erste Europäer, der den Fluss entdeckte, war 1858 der Forscher Francis Gregory. General John Septimus Roe benannte ihn nach dem Seehelden Admiral Sir Edmund Lyons.